# لياندرو دياز
لياندرو دياز (بالإسبانية: Leandro Javier Díaz)‏ (26 يونيو 1986 ببوينس آيرس في الأرجنتين - ) هو لاعب كرة قدم أرجنتيني في مركز الوسط. لعب مع أونس كالداس وبوكا جونيورز وسيوداد دي مورسيا وكيلمس ونادي أونيفرسيداد كاتوليكا ونادي فياريال وهوراكان.

## وصلات خارجية
- لياندرو دياز على موقع قاعدة بيانات كرة القدم.إي يو (الإنجليزية)
- لياندرو دياز على موقع Soccerway.com (الإنجليزية)
- لياندرو دياز على موقع AS.com (الإسبانية)